# Cubaris robusta
Cubaris robusta är en kräftdjursart som beskrevs av Walter E. Collinge 1914. Cubaris robusta ingår i släktet Cubaris och familjen Armadillidae. Inga underarter finns listade i Catalogue of Life.